# Primi ministri di Trinidad e Tobago
Il Primo Ministro di Trinidad e Tobago è il capo di governo dello stato insulare.

## Elenco
| N°  | Primo ministro (nascita–morte) | Primo ministro (nascita–morte)               | Partito                                  | Periodo in carica |
| --- | ------------------------------ | -------------------------------------------- | ---------------------------------------- | ----------------- |
| 1   |                                | Albert Gomes (1911–1978)                     | Partito dei Gruppi di Progresso Politico | 1950 - 1956       |
| 2   |                                | Eric Williams (1911–1981)                    | People's National Movement               | 1956 - 1981       |
| 3   |                                | George Chambers (1928–1997)                  | People's National Movement               | 1981 - 1986       |
| 4   |                                | Arthur Napoleon Raymond Robinson (1926–2014) | Alleanza Nazionale per la Ricostruzione  | 1986 - 1991       |
| 5   |                                | Patrick Manning (1946–2016)                  | People's National Movement               | 1991 - 1995       |
| 6   |                                | Basdeo Panday (1933–2024)                    | United National Congress                 | 1995 - 2001       |
| (5) |                                | Patrick Manning (1946–2016)                  | People's National Movement               | 2001 - 2010       |
| 7   |                                | Kamla Persad-Bissessar (1952)                | United National Congress                 | 2010 - 2015       |
| 8   |                                | Keith Christopher Rowley (1949)              | People's National Movement               | 2015 - 2025       |
| 9   |                                | Stuart Young (1975)                          | People's National Movement               | 2025              |
| (7) |                                | Kamla Persad-Bissessar (1952)                | United National Congress                 | 2025 - in carica  |